# هيلينا تسينجل
هيلينا تسينجل (بالألمانية: Helena Zengel) (مواليد 10 يونيو 2008) هي ممثلة طفلة ألمانية ولدت في مدينة برلين.

## وصلات خارجية
- هيلينا زينجل على موقع IMDb (الإنجليزية)
- هيلينا زينجل على موقع روتن توميتوز (الإنجليزية)
- هيلينا زينجل على موقع مونزينجر (الألمانية)
- هيلينا زينجل على موقع ألو سيني (الفرنسية)
- هيلينا زينجل على موقع قاعدة بيانات الفيلم (الإنجليزية)
- هيلينا زينجل على موقع كينوبويسك (الروسية)